# Nederlands Philharmonisch Orkest
Die Niederländische Philharmonie (Nederlands Philharmonisch Orkest; abgekürzt NedPhO) ist ein führendes niederländisches Sinfonieorchester. Es wurde 1985 in Amsterdam gegründet.
Zusammen mit dem niederländischen Kammerorchester Nederlands Kamerorkest (NKO) ist die Niederländische Philharmonie Teil der Stiftung „Stichting Nederlands Philharmonisch Orkest“. Bis 2012 waren die Klangkörper mit der Verwaltung im Gebäude der Beurs van Berlage in Amsterdam beheimatet. Die beiden Konzertsäle in dem historischen Börsengebäude wurden nach der Orchestergründung auf Initiative des ersten Direktors Jan Willem Loot und des Chefdirigenten Hartmut Haenchen für das Orchester erbaut. Seit 2012 ist die Stiftung in der Gerardus Majellakerk in Amsterdam zu Hause, wo die Niederländische Philharmonie und das Niederländische Kammerorchester auch proben. Mit 130 Musikern in fester Anstellung und zahlreichen freien Mitwirkenden ist die Stiftung Niederländische Philharmonie die größte Orchestervereinigung der Niederlande.

## Geschichte
Die Niederländische Philharmonie entstand 1985 aus einer Fusion des Amsterdams Philharmonisch Orkest (englisch Amsterdam Philharmonic Orchestra), des Utrechts Symfonie Orkest und des Nederlands Kamerorkest. Nach der Fusion setzte der erste Chefdirigent Hartmut Haenchen durch, dass ein fester Kern als Niederländisches Kammerorchester innerhalb der Organisation erhalten blieb.

## Aufgaben
Die Niederländische Philharmonie ist eines der festen Orchester im Amsterdamer Concertgebouw. Daneben spielt es die Mehrzahl der Aufführungen in De Nationale Opera im Muziektheater in Amsterdam. Seit 2005 hat das Orchester, wie schon zu Zeiten des Chefdirigenten Hartmut Haenchen, wieder eine eigene Konzertserie im Muziekcentrum Vredenburg (jetzt Tivoli Vredenburg) in Utrecht, womit das Orchester in die Domstadt zurückgekehrt ist. Bis 2002 hatte das NedPhO auch eine eigene Serie in der Beurs van Berlage, aber wegen finanzieller Kürzungen trat nicht nur Hartmut Haenchen als Chefdirigent aus Protest zurück, auch diese Serie musste beendet werden.
Das Orchester hat regelmäßig Tourneen u. a. in Deutschland, in der Schweiz, in Japan und in Hongkong.
Die Niederländische Philharmonie arbeitet mit internationalen Solisten zusammen wie beispielsweise Frank Peter Zimmermann, Leonidas Kavakos, Stephen Hough, Stephen Kovacevich, Elisabeth Leonskaja, Radu Lupu, Heinrich Schiff, Natalia Gutman, Mischa Maisky, Emanuel Ax, Truls Mørk und Julia Fischer.

## Dirigenten
Seit der Gründung der Niederländischen Philharmonie 1985 bis 2002 war Hartmut Haenchen Chefdirigent. Unter seiner Leitung entwickelte sich das Orchester zu einem führenden Orchester der Niederlande. Die Besucheranzahl stieg unter seiner Leitung im Concertgebouw bis auf 13.000 Hörer pro Programm. Haenchen initiierte einen umfangreichen Mahler-Zyklus, in dem nicht nur das komplette Œuvre von Gustav Mahler enthalten war, sondern auch die Werke seiner Wiener und Amsterdamer Freunde sowie seiner Vorbilder. Haenchen gab zu jedem Programm eine öffentliche Einführung und schrieb aus diesem Anlass eine Serie von 14 Büchern mit "Fiktiven Briefen von Gustav Mahler". Unter seiner Leitung fanden die ersten Tourneen nach Deutschland, Japan und Hongkong statt. Zahlreiche CD-Aufnahmen und DVD-Produktionen unter seiner Leitung zeichnen die rasante Entwicklung des Orchesters nach. Als Gastdirigent blieb er lange bei Opernproduktionen dem Orchester verbunden, darunter mehrere Serien von Der Ring des Nibelungen von Richard Wagner. Haenchens Nachfolger wurde 2003 Yakov Kreizberg, der aber nicht die Doppelposition mit der Chefdirigenten-Position der Nationalen Oper innehatte. Nach Kreizbergs Tod im März 2011 wurde die Chefdirigenten-Position 2011–2012 von Marc Albrecht übernommen. Marc Albrecht übernahm auch wieder die Doppelfunktion als gleichzeitiger Chefdirigent der Nationalen Oper und amtierte bis 2020. Von 2015 bis 2017 war Nuno Coelho Assistent-Dirigent. Der Geiger Gordan Nikolić übernahm 2004 die Leitung des Niederländischen Kammerorchesters.
2021 wurde Lorenzo Viotti Albrechts Nachfolger und somit in Doppelfunktion Chefdirigent des Orchesters sowie der Nationalen Oper.
2023 wurde Hartmut Haenchen zum Ehrendirigenten des Orchesters ernannt.
Namhafte Gastdirigenten leiteten das Orchester: Rudolf Barshai, Andrew Litton, Markus Stenz, Claus Peter Flor, Emmanuel Krivine, Yehudi Menuhin, Hans Vonk und Gerd Albrecht.

## Diskografie
Chronologische Auswahl nach Aufnahme-Datum
- Franz Schubert: Sinfonien Nr. 4 und Die Unvollendete, 1987, VANGUARD Classics 99015 (Hartmut Haenchen)
- Wolfgang Amadeus Mozart: Sinfonie Nr. 36 (Linzer), Sinfonie Nr. 41 (Jupiter), 1987, VANGUARD Classics 99014 (Hartmut Haenchen)
- Wolfgang Amadeus Mozart: Sinfonie Nr. 35 (Haffner), Sinfonie Nr. 40 g-Moll (1. Fassung), 1987, VANGUARD 99012 (Hartmut Haenchen)
- Wolfgang Amadeus Mozart: Marsch Nr. 1–2 KV 335, Serenade Nr. 9 D-Dur KV 320 (Posthorn), Divertimento Nr. 3 F-Dur KV 138, 1987, ARCADE 01271061 (Hartmut Haenchen)
- Anton Bruckner: Sinfonie Nr. 3 d-Moll, 1989, LASERLIGHT 14002 (Hartmut Haenchen)
- Gustav Mahler: Sinfonie Nr. 6 und Nr. 7, 1989, CAPRICCIO 10 643 (Hartmut Haenchen)
- Anton Bruckner: Sinfonie Nr. 9, 1990, LASERLIGHT 14138 (Hartmut Haenchen)
- Anton Bruckner: Sinfonie Nr. 7 E-Dur, 1991, LASERLIGHT COCO 78031 (Hartmut Haenchen)
- Gustav Mahler: Sinfonie Nr. 4, 1991, BRILLIANT Classics 99549-5 (Hartmut Haenchen)
- Ludwig van Beethoven: Sinfonie Nr. 8 F-Dur Op. 93, Antonín Dvořák: Sinfonie Nr. 8 G-Dur Op. 88, 1991, VANGUARD Classics 99016 (Hartmut Haenchen)
- Peter Tschaikowski: Sinfonie Nr. 5, 1991, VANGUARD Classics 99017 (Hartmut Haenchen)
- Franz Schubert: Sinfonie Nr. 8 h-Moll D 759 (Die Unvollendete), Sinfonie Nr. 9 C-Dur D 944 (Große), 1993, NedPhO 1011 (Hartmut Haenchen)
- Richard Strauss: Also sprach Zarathustra, Metamorphosen, 1993, LASERLIGHT 14281 (Hartmut Haenchen)
- Franz Liszt: Eine Sinfonie zu Dantes „Divina Commedia“, A la Chapelle Sixtine (Weltpremiere), 1995, CAPRICCIO 10 736 (Hartmut Haenchen)
- Richard Strauss: Don Juan, Tod und Verklärung, Frau ohne Schatten-Suite, 1998, NedPhO 1020 (Hartmut Haenchen)
- Gustav Mahler: Sinfonie Nr. 3 und Nr. 9, 1998, NedPhO 1016-1017 (Hartmut Haenchen)
- Richard Wagner: Die Walküre, 1999, DVD, Opus Arte 0947 D (Hartmut Haenchen)
- Richard Strauss: Eine Alpensinfonie, Burleske (Markus Groh), 1999, NedPhO 1021 (Hartmut Haenchen)
- Richard Wagner: Götterdämmerung, 1999, DVD, Opus Arte 0949 D (Hartmut Haenchen)
- Gustav Mahler: Sinfonie Nr. 5, 2001, Pentagon SACD PTC 5 186 004 (Hartmut Haenchen)
- Gustav Mahler: Sinfonie Nr. 1 und Nr. 8 „Sinfonie der Tausend“, 2002, ica ICAC 5094 (Hartmut Haenchen)
- Johannes Brahms: Violinkonzert und Doppelkonzert (Julia Fischer, Daniel Müller-Schott), 2010, SACD Pentatone, 202003
- Richard Wagner: Der Ring des Nibelungen, 2006, SACD ET'CETERA KTC5504 (Hartmut Haenchen)
- Franz Schmidt: Sinfonie Nr. 4, 2005, SACD Pentatone (Yakov Kreizberg)
- Antonín Dvořák: Sinfonien 7–9, 2006-10, SACD Pentatone (Yakov Kreizberg)
- Richard Wagner: Der fliegende Holländer, 2010, DVD, Opus Arte 4947487 (Hartmut Haenchen)
- Maurice Ravel: Ma mère l’oye, Tzigane, La Valse, Boléro, 2012, Tacet (Carlo Rizzi)
- Richard Strauss: Elektra, 2012, DVD De Nederlandse Opera (Marc Albrecht)
- Gustav Mahler: Das Lied von der Erde, 2012, SACD, Pentatone (Marc Albrecht)
- Arvo Pärt: Orient and Occident, Fratres, Wallfahrtslied, Nunc Dimittis, Te Deum, 2012, (Risto Joost)
- Vincenzo Bellini: I puritani, 2012, DVD Opus Arte (Giuliano Carella)
- Franz Schreker: Der Schatzgräber, 2013, DVD De Nederlandse Opera (Marc Albrecht)
- Manfred Trojahn: Orest, 2013, DVD De Nederlandse Opera (Marc Albrecht)
- Wolfgang Amadeus Mozart: Klavierkonzerte 15 und 27 mit Martin Helmchen, 2013, SACD Pentatone (Marc Albrecht)
- Dmitri Schostakowitsch: Sinfonie Nr. 14, 2014, SACD, Pentatone (Gordon Nikolić)
- Nicolai Rimski-Korsakow: Die Legende von der unsichtbaren Stadt Kitesch und von der Jungfrau Fewronija, 2014, DVD Opus Arte (Marc Albrecht)
- Richard Strauss: Arabella, 2015, DVD De Nationale Opera (Marc Albrecht)
- Robin de Raaff:  Waiting for Miss Monroe, 2015, DVD De Nationale Opera (Steven Sloane)
- Wolfgang Amadeus Mozart: Die Zauberflöte, 2015, DVD Opus Arte (Marc Albrecht)
- Johannes Brahms: Klavierquartett op. 25 – Orchestrierung von Arnold Schönberg, Begleitmusik zu einer Lichtspielszene, 2015, SACD Pentatone (Marc Albrecht)
- Gustav Mahler: Sinfonie Nr. 4, 2015, SACD Pentatone  (Marc Albrecht)
- Charles Gounod: Sinfonie Nr. 1 und 2, 2015, Tacet (Gordon Nikolic)

## Bücher
- Bas van Putten (Hrsg.): Twijfel als Wapen, Hartmut Haenchen over muziek. ISBN 90-6868-157-5. deutsche Übersetzung (PDF; 5,6 MB) Die ersten 10 Jahre der Ära Hartmut Haenchen
- Von der Unvereinbarkeit von Macht und Liebe / Over de onverenigbaarheid van macht en liefde. Schriften mit 4 CDs, Hrsg. DNO, ISBN 90-5082-111-1, zweisprachig: Hartmut Haenchen über Wagners Ring des Nibelungen
- Gustav Mahlers fiktive Briefe. in 14 Bänden einzeln oder im Sammelschuber. Pfau-Verlag, ISBN 978-3-89727-290-3 (deutsch-niederländisch).
- Werktreue und Interpretation –  Gesammelte Schriften. Pfau-Verlag, Saarbrücken 2013 (Band 1: ISBN 978-3-89727-499-0, Band 2: ISBN 978-3-89727-500-3, Schuber mit beiden Bänden: ISBN 978-3-89727-501-0). Erweiterte 2. Auflage 2016.